# بتلیهم (کارولینای شمالی)
بتلیهم (به انگلیسی: Bethlehem) شهری در ایالت کارولینای شمالی کشور ایالات متحده آمریکا است که جمعیت آن در سرشماری سال ۲۰۱۰ میلادی، ۴٬۲۱۴ نفر بوده‌است.